# Cândido Mota
Cândido Mota là một đô thị ở bang São Paulo của Brasil. Đô thị này nằm ở vĩ độ 22º44'47" độ vĩ nam và kinh độ 50º23'13" độ vĩ tây, trên khu vực có độ cao 479 m. Dân số năm 2004 ước tính là 31.245 người.

## Thông tin nhân khẩu
Dữ liệu điều tra - 2000
Tổng dân số: 29.280
- Dân số thành thị: 26.549
- Dân số nông thôn: 2.731
- Nam giới: 14.641
- Nữ giới: 14.639

Mật độ dân số (người/km²): 49,12
Tỷ lệ tử vong trẻ sơ sinh dưới 1 tuổi (trên một triệu người): 12,40
Tuổi thọ bình quân (tuổi): 73,19
Tỷ lệ sinh (số trẻ trên mỗi bà mẹ): 2,10
Tỷ lệ biết đọc biết viết: 88,77%
Chỉ số phát triển con người (HDI-M): 0,790
- Chỉ số phát triển con người - Thu nhập: 0,701
- Chỉ số phát triển con người - Tuổi thọ: 0,803
- Chỉ số phát triển con người - Giáo dục: 0,867

(Nguồn: IPEADATA)

### Các đô thị giáp ranh
BắcAssis và Platina
Nambang Paraná
ĐôngPalmital và Platina
TâyTarumã và Florínia

### Sông ngòi
- Sông Paranapanema
- Sông Pari-Veado
- Ribeirão Macuco
- Ribeirão Queixada

### Các xa lộ
- SP-266
- SP-270